# کوه آرکانو
کوه آرکانو (به عربی: جبل أرکنو) یک کوه در لیبی است. کوه آرکانو ۱٬۴۳۵ متر بالاتر از سطح دریا واقع شده‌است.